# HK頭條
《HK頭條》是一款建基於數據收集及共享之線上聚合式資訊平台，由谷尼國際軟件（中國）有限公司、雄港創投有限公司、明昇環球有限公司等大數據技術公司共同出資組建的香港頭條大數據股份有限公司推出，首個APP客戶端於2017年7月發表。HK頭條利用大數據收集形式將資訊主動推送給用戶，內容以香港、中國內地、台灣之時事、娛樂及生活資訊為主。

## 外部連結
- 官方網頁（页面存档备份，存于）